# Érika Coimbra
Érika Kelly Pereira Coimbra (Belo Horizonte, 23 marzo 1980) è un'ex pallavolista brasiliana, di ruolo schiacciatrice.

## Carriera
Érika Coimbra inizia a giocare a pallavolo all'età di 14 anni nel Mackenzie per motivi estetici: il suo sogno era infatti quello di diventare una modella e molte volte ha dichiarato che dopo la fine della sua attività agonistica vorrebbe aprire una propria casa di moda. Nel 1997 approda in nazionale e nella Superliga brasiliana indossando la maglia del Paraná Vôlei Clube, con il quale vince subito uno scudetto. Nello stesso anno però poco prima di partecipare al campionato mondiale Under-20 non supera alcun test imposti dall'FIVB e viene esclusa dalla squadra nazionale: ritornerà l'anno successivo dopo aver fatto una cura ormanale e subito un intervento chirurgico vincendo la medaglia d'oro ai XIII Giochi panamericani e il bronzo alla Coppa del Mondo. Nel 2000 si laurea nuovamente campione del Brasile con il suo club e vince la medaglia di bronzo alle olimpiadi di Sidney.
Nel 2002 si trasferisce al Minas Těnis Clube con il quale vince altri uno scudetto nel 2002, anno in cui lascia la nazionale per disaccordi con l'allenatore Marco Aurelio Motta, ma ritornerà nel 2003 con l'arrivo di José Roberto Guimarães. Nel 2003 passa nell'Osasco Voleibol Clube dove resta per due stagioni vincendo altrettanti scudetti.
Dopo un'annata nel Clube Desportivo Macaè Sports nella stagione 2006-07 fa la sua prima esperienza estera, nella serie A1 italiana, col Chieri Volley. Dal 2007 torna in Brasile prima nel Brusque per poi ritornare al Paranà, che ha cambiato la denominazione in Rio de Janeiro Vôlei Clube, dove vince per l'ennesima volta lo scudetto. Nel 2007 ha dato l'addio alla nazionale dopo la vittoria della medaglia d'oro ai XV Giochi panamericani.
Nella stagione 2010-11 viene ingaggiata dal Galatasaray ed in quella successiva dalla squadra azera dell'İqtisadçı. Nella stagione 2012-13 passa all'Atom Trefl Sopot nel campionato polacco, con cui vince lo scudetto. Nella stagione 2013-14 ritorna in Brasile, con l'Amigos do Vôlei, restandovi per due annate, prima di approdare nella stagione 2015-16 al Bauru.
Torna in campo per la Superliga Série B 2017 col Barueri, vincendo il torneo e centrando così la promozione in Superliga Série A.

## Palmarès

### Club
- Campionato brasiliano: 6

1997-98, 1999-00, 2001-02, 2003-04, 2004-05, 2008-09
- Campionato polacco: 1

2012-13

### Nazionale (competizioni minori)
- Giochi panamericani 1999
- XV Giochi panamericani 2007

### Premi individuali
- 2000 - World Grand Prix: Miglior servizio
- 2013 - Coppa di Polonia: Miglior ricevitrice